# Torcé-en-Vallée
Torcé-en-Vallée là một xã trong tỉnh Sarthe ở tây bắc nước Pháp. Xã này có diện tích 17 km2, dân số năm 2006 là 1107 người.